# جون دا-هی
جون دا-هی (انگلیسی: Jeon Da-hye؛ زادهٔ ۲۳ نوامبر ۱۹۸۳) اسکیت‌باز سرعت اهل کره جنوبی است.